# Falu koppargruva

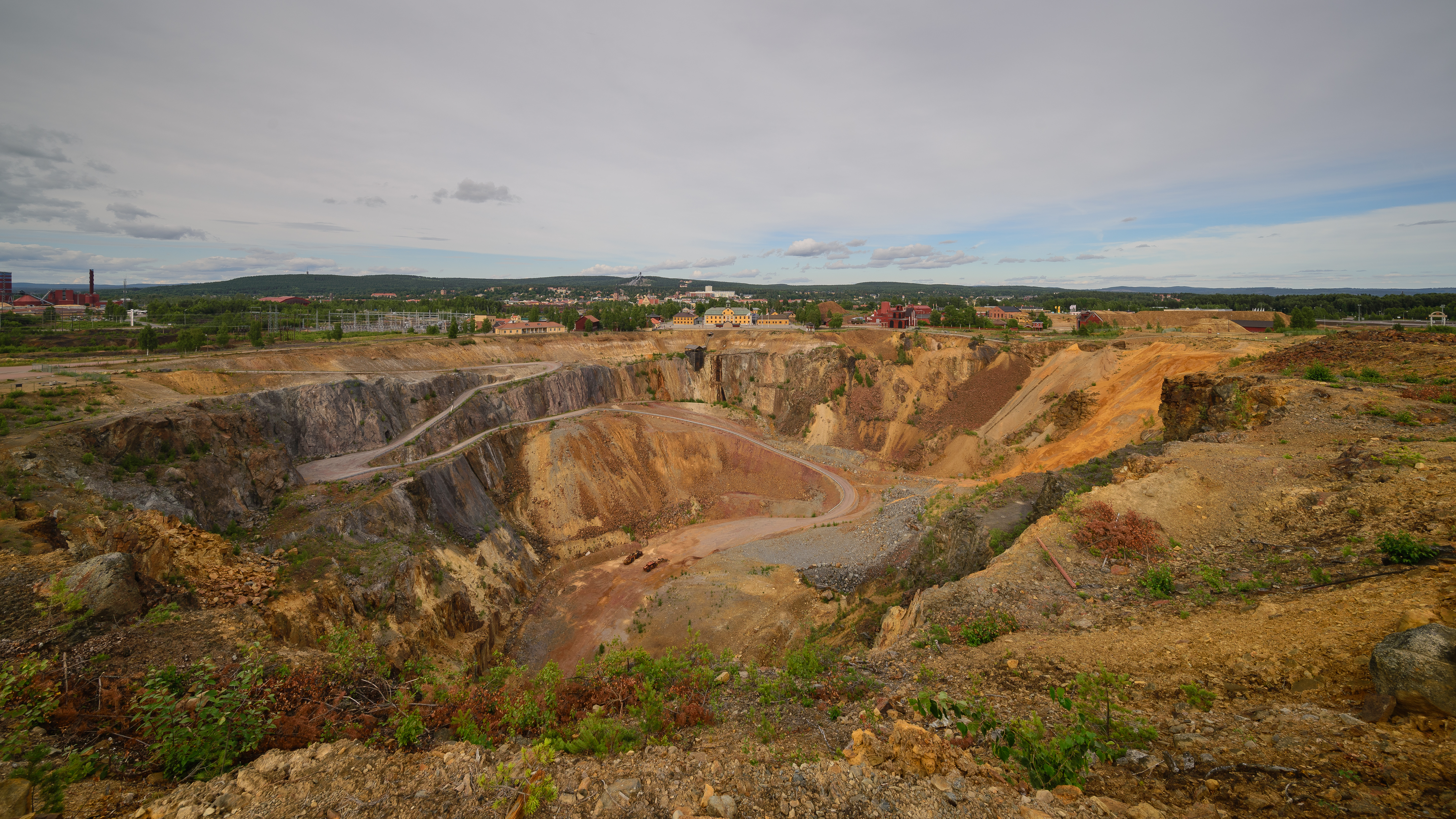
Falu koppargruva 2017.

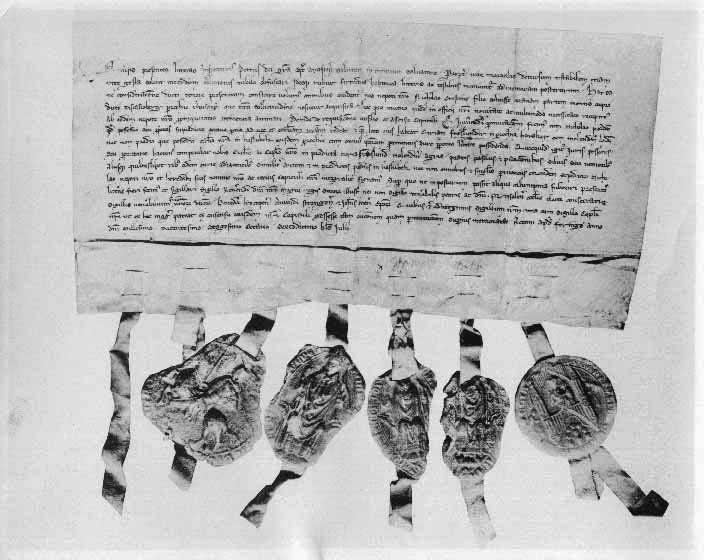
1288 års bytesbrev, genom vilket biskop Peter i Västerås återförvärvar en åttondel i Tiskasjöberg, det vill säga Kopparberget.

Falu gruva är en tidigare koppargruva belägen cirka en kilometer sydväst om Faluns centrala delar. Brytningen inleddes möjligen så tidigt som 800 e.Kr (eventuellt början på 700-talet) och upphörde 1992. Gruvan var under sin storhetstid en av Sveriges största gruvor och är sedan år 2001 ett världsarv. Förutom koppar har i gruvan även brutits sulfidmalmer, zink, bly, vismut, silver och guld.
Falu gruva var ett eget bergslag och bergmästardöme, Stora Kopparbergets bergslag, tills Bergskollegium avvecklades. Till dess avgjordes brottmål i Gruvrätten.

## Historik

Situationsplan över Stora Kopparbergs gruva 1662.

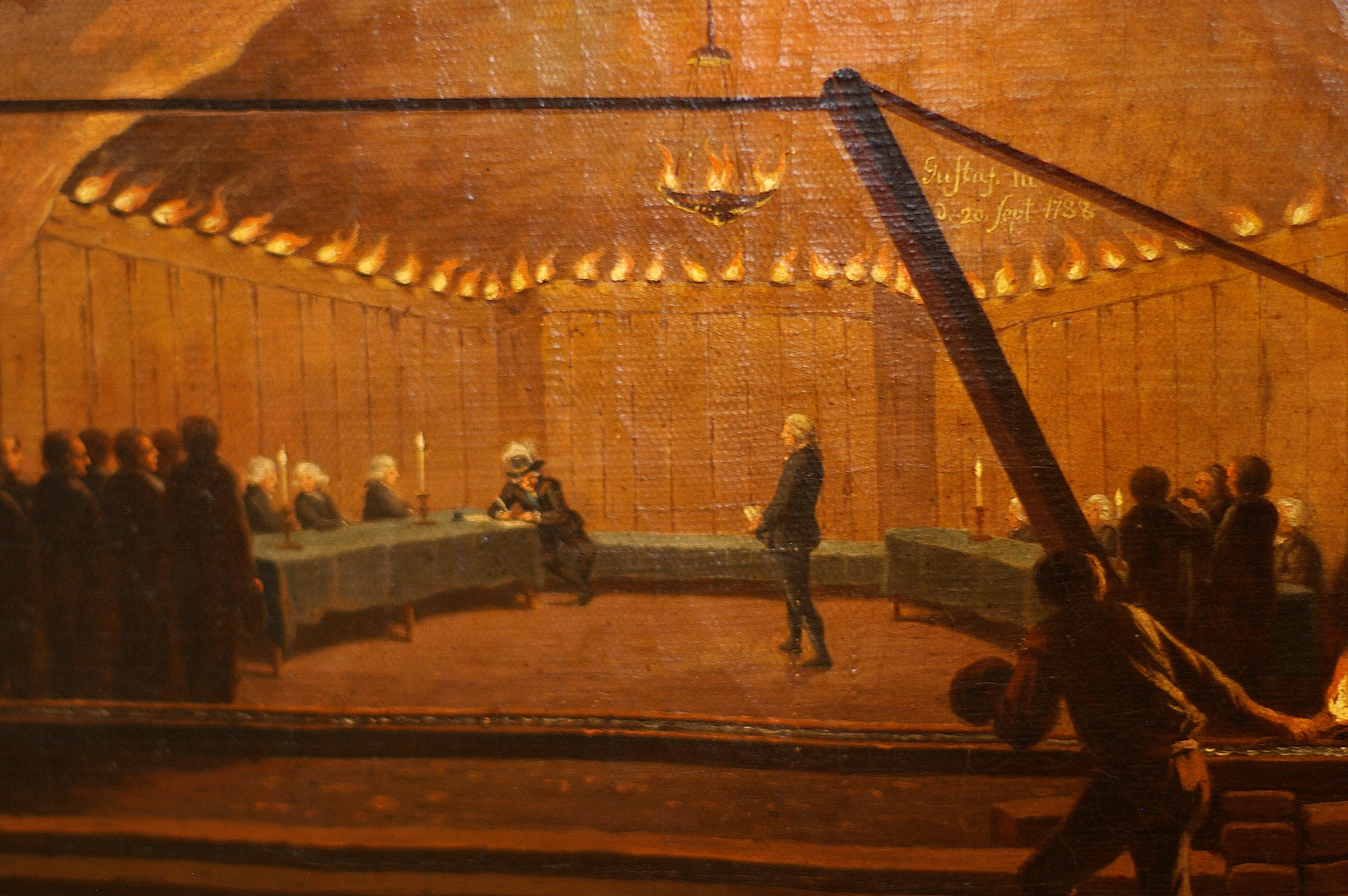
Gustaf III:s besök i Falu gruva

Arkeologiska och geologiska undersökningar har visat att gruvan börjat brytas mellan år 850 och 1080. Spektralanalyser av bronsföremål på Gotland har visat att koppar troligen hämtades från Falufyndigheten redan på 800–900-talet. När gruvan för första gången träder fram i skrivna dokument år 1288 hade den redan blivit ett riksintresse. Arbetet bedrevs i ett slags bolag där andelar i gruvan kunde köpas och säljas. De första kända privilegierna fick kopparberget av kung Magnus Eriksson år 1347 och gruvan bidrog under medeltiden till två tredjedelar av Europas kopparproduktion. Det var dock under 1600-talet som gruvbrytningen fick sin största omfattning, då Sverige var en stormakt. Produktionstoppen inträffade omkring 1650. Tidvis bröts 2/3 av hela världens kopparmalm i Falun, och under 1600-talet var gruvan med omkring 1 000 arbetare Sveriges största arbetsplats. Gruvan kallades under medeltiden för Tiskasjöberg.
Då man år 1719 tömde en 500 fot djup sänkning, Mårdskinnsgruvan, som i många år stått under vatten, påträffades där liket av gruvarbetaren Mats
Israelsson, vanligen kallad Fet-Mats, som 42 år tidigare begivit sig ensam ned i tunna och då omkommit. Vid upptagandet var den av det vitriolhaltiga vattnet genomlakade kroppen ännu mjuk. Han blev sedan hård som sten och förvarades i många år som en stor kuriositet, men började omsider sönderfalla och blev då med mycken heder begraven i Stora Kopparbergs kyrka år 1749. Vilan varade inte länge; man skulle göra om kyrkgolvet och var tvungen att flytta på Fet-Mats. Hans ben lades i en låda som flyttades upp på vinden där han glömdes bort. På 1930-talet hittade man lådan med Mats kvarlevor när man gjorde om vinden och han fick sin begravning år 1934.

### Stora Stöten
Den intensiva brytningen och planlösa drivningen av orter resulterade i det stora raset på midsommardagen den 25 juni 1687. Ett ras 1655 hade redan fått flera av de äldre gruvhålen att smälta ihop. En stor del av gruvan rasade ihop och tre stora dagbrott förenades och bildade den jättelika Stora stöten, som är 1,6 kilometer i omkrets och 95 meter djup. Mirakulöst nog omkom ingen i raset eftersom helgdagar, bönedagar och söndagar var arbetsfria vid gruvan. I början av 1700-talet utrustades gruvan med maskiner som tillverkades av Christopher Polhem. Nya ras 1833 och 1876 utvidgade Stora stöten ytterligare.

## Berginfanteriregementet
I Falun har man haft ett eget regemente, Bergsinfanteriregementet vid Stora Kopparberget och Falun, uppsatt 1642 till drottning Kristinas besök. Regementet fanns i cirka 150 år och hade förutom infanteri ett kompani kavalleri samt eget artilleri. Det finns musköter och fanor kvar från regementet i gruvmuseet och originaldokument vid Arkivcentrum i Dalarna. Två artiklar av Berg och Kristensson finns i Bergsarkivens årsbok 1989 samt 1993. Regementets mest kända person var ryttmästaren Anders Lundström ifrån Lönnemossa. Lundströms bevarade arkiv är den viktigaste grunden i det material som finns om regementet förutom protokoll från bolaget. Regementet var under Stormaktstiden det näst största borgarregementet efter Stockholms Borgarregemente. Dalarna har haft två aktiva regementen under 1600- och 1700-talen, Dalregementet och Bergsregementet, med en sammanlagd styrka på minst 1.900 soldater. Båda regementena mönstrades av landshövdingen i Dalarna på Stora Torget i Falun och Bergsregementet paraderade vid flera tillfällen i Falun med hela regementet. Falun har således en lång tradition av militärparader med musikkår.

## Gruvan idag
Sedan år 1970, då gruvan öppnades för allmänheten, har nära två miljoner besökare tagit hissen ner i gruvan, 67 meter under jord. Den del av gruvan som visas har bearbetats från medeltiden och in på 1800-talet. Man räknar med att gruvan består av mer än 4000 schakt, orter och arbetsrum, där vart och ett fått sitt eget namn. Julklappen är namnet på ett av arbetsrummen där gruvväggen blivit gästbok för kungliga besökare. I dag är gruvans enda industriella produkt pigment för framställning av Falu rödfärg.
Vid en ceremoni 8 december 1992 sköts den sista salvan i gruvan. Dåvarande ordföranden i Stora Kopparbergs Bergslags AB, Peter Wallenberg tryckte på utlösningsknappen och därmed upphörde malmbrytningen i gruvan där bergsmännens gruvdrängar med kil, knoster och brytstänger under århundraden skattade berget på dess rikedomar.
Lokalt har Falu gruva även smeknamnet Gamla mormor.
Gruvan ägs och drivs sedan 1999 av Stiftelsen Stora Kopparberget.
Den 31 december 2001 blev Falu gruva utsedd av Unesco till världsarv tillsammans med Falun och Kopparbergslagen. År 2002 invigde Carl XVI Gustaf världsarvet i Falun.

## Bilder

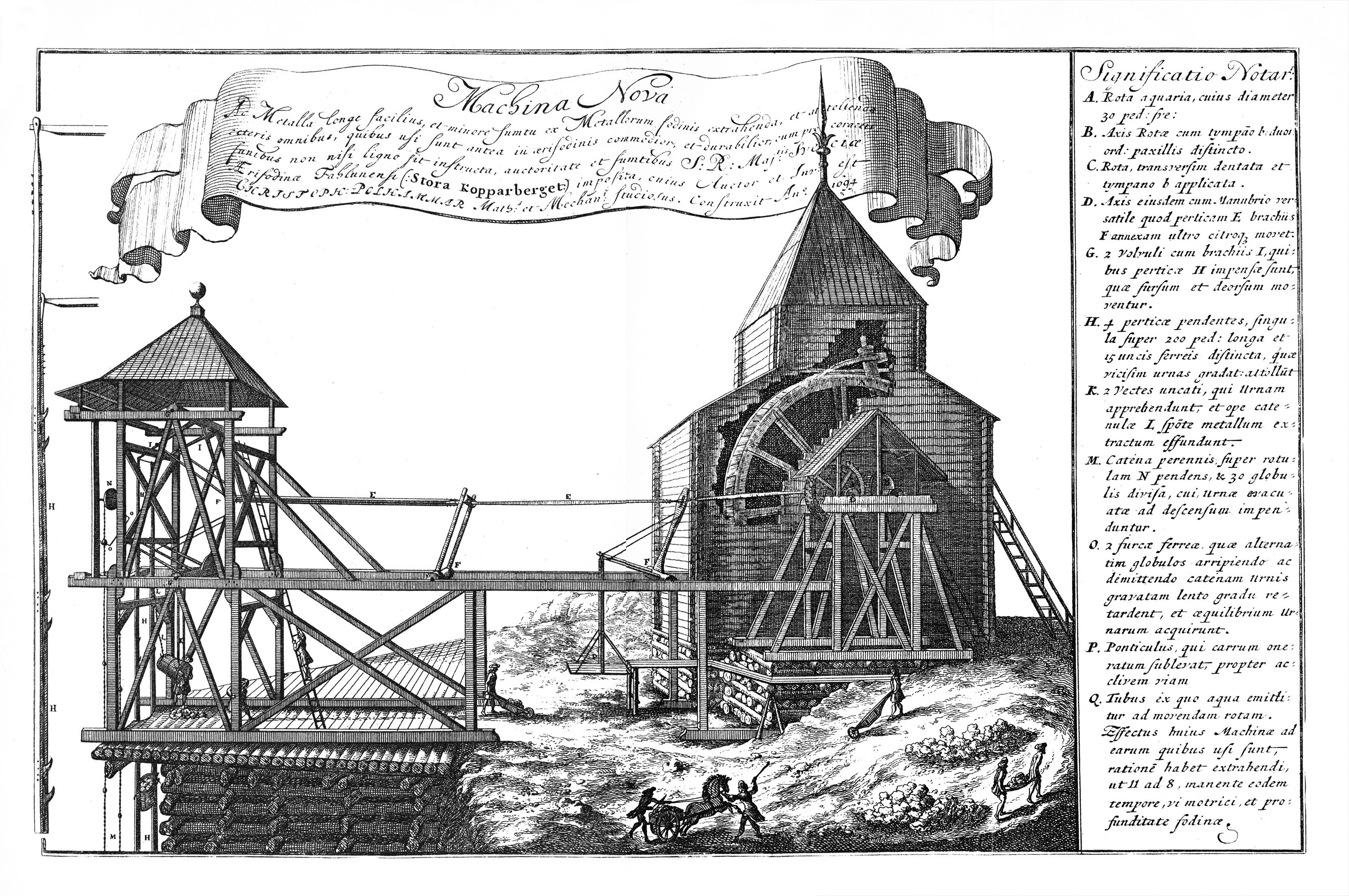
Polhems Machina Nova, hans första uppfordringsverk.
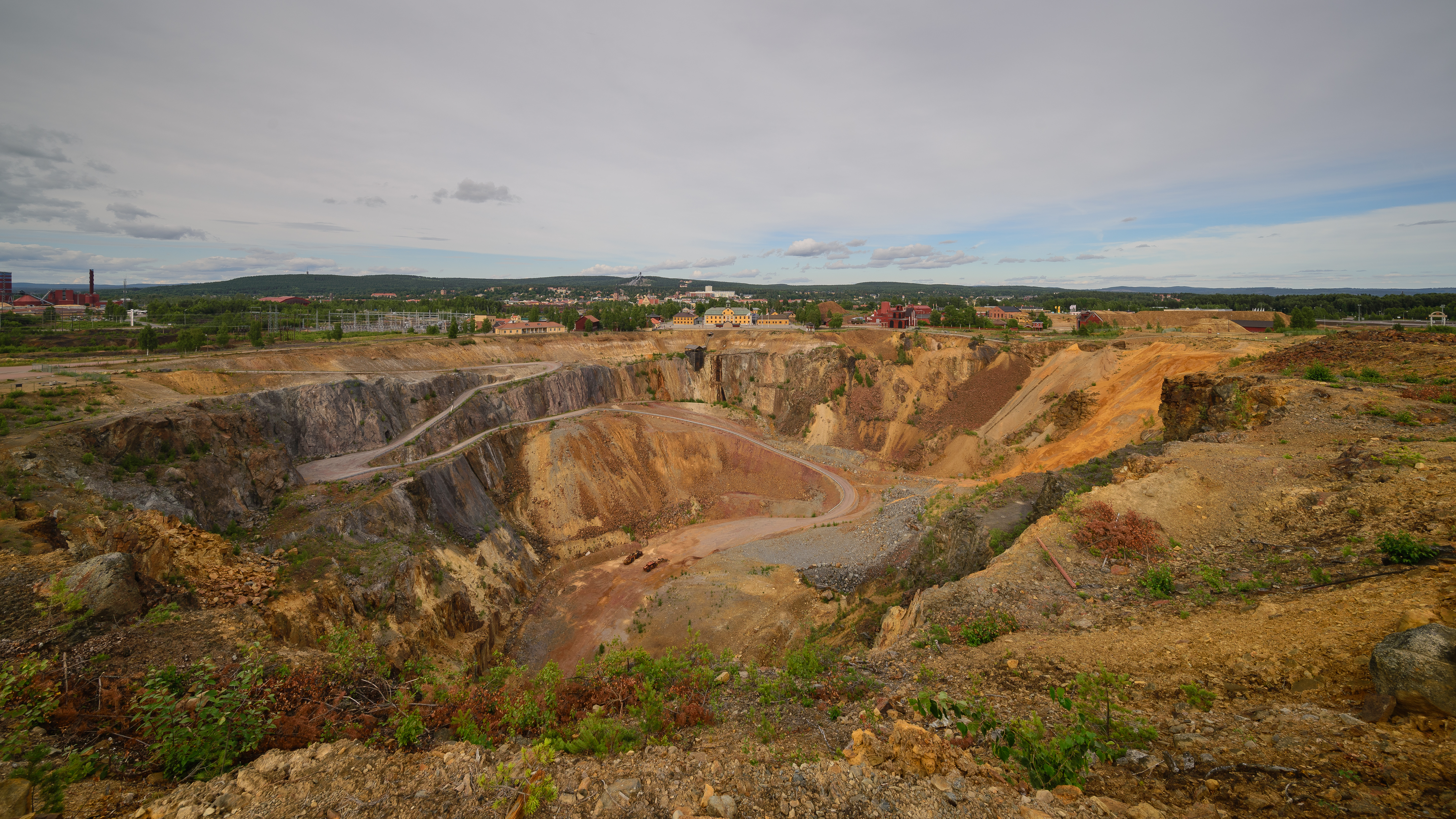
Falu koppargruva och Stora stöten.
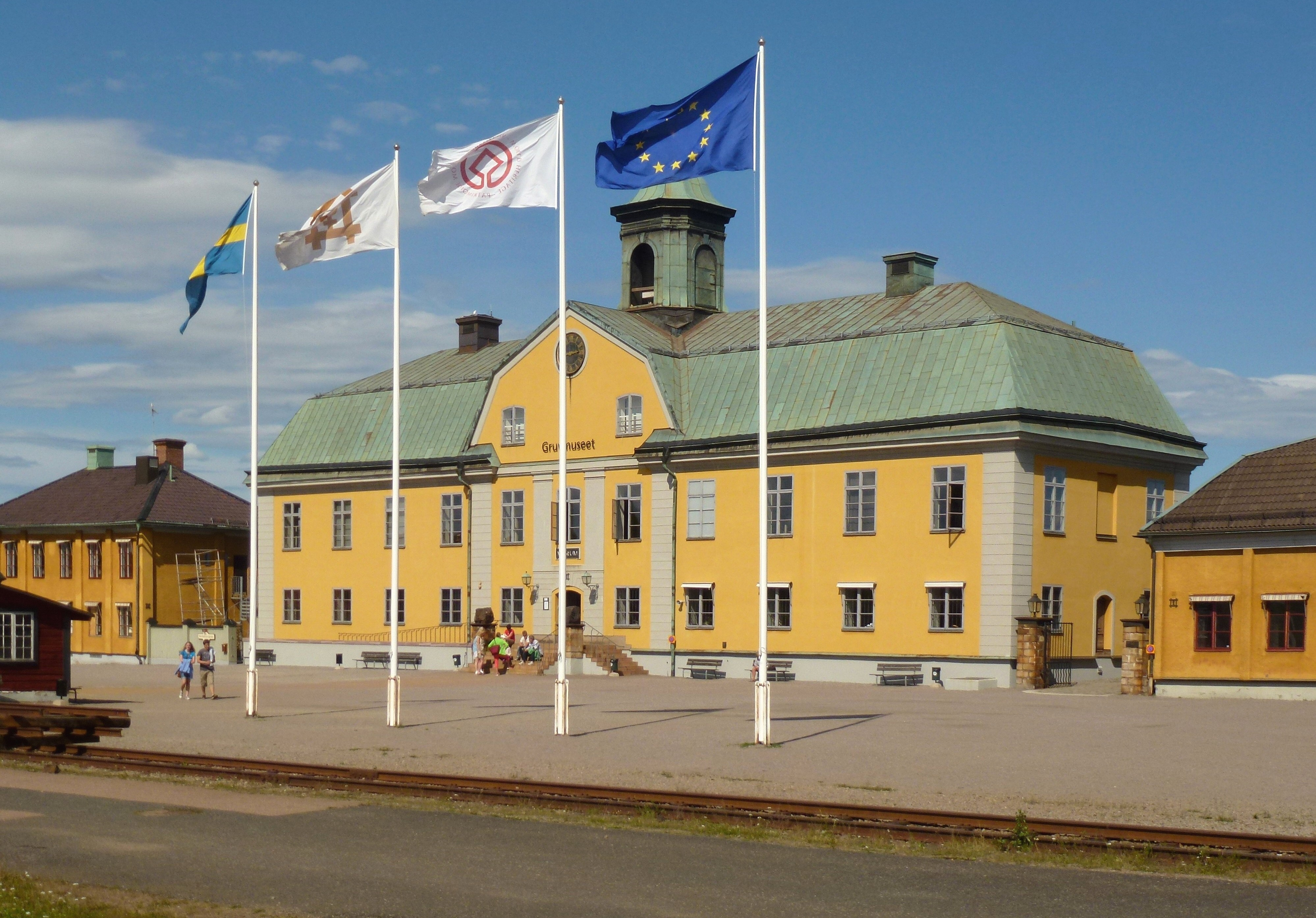
Gruvmuseet.
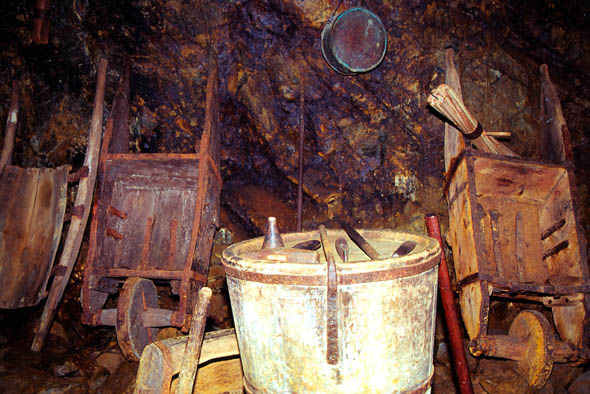
Gruvan.
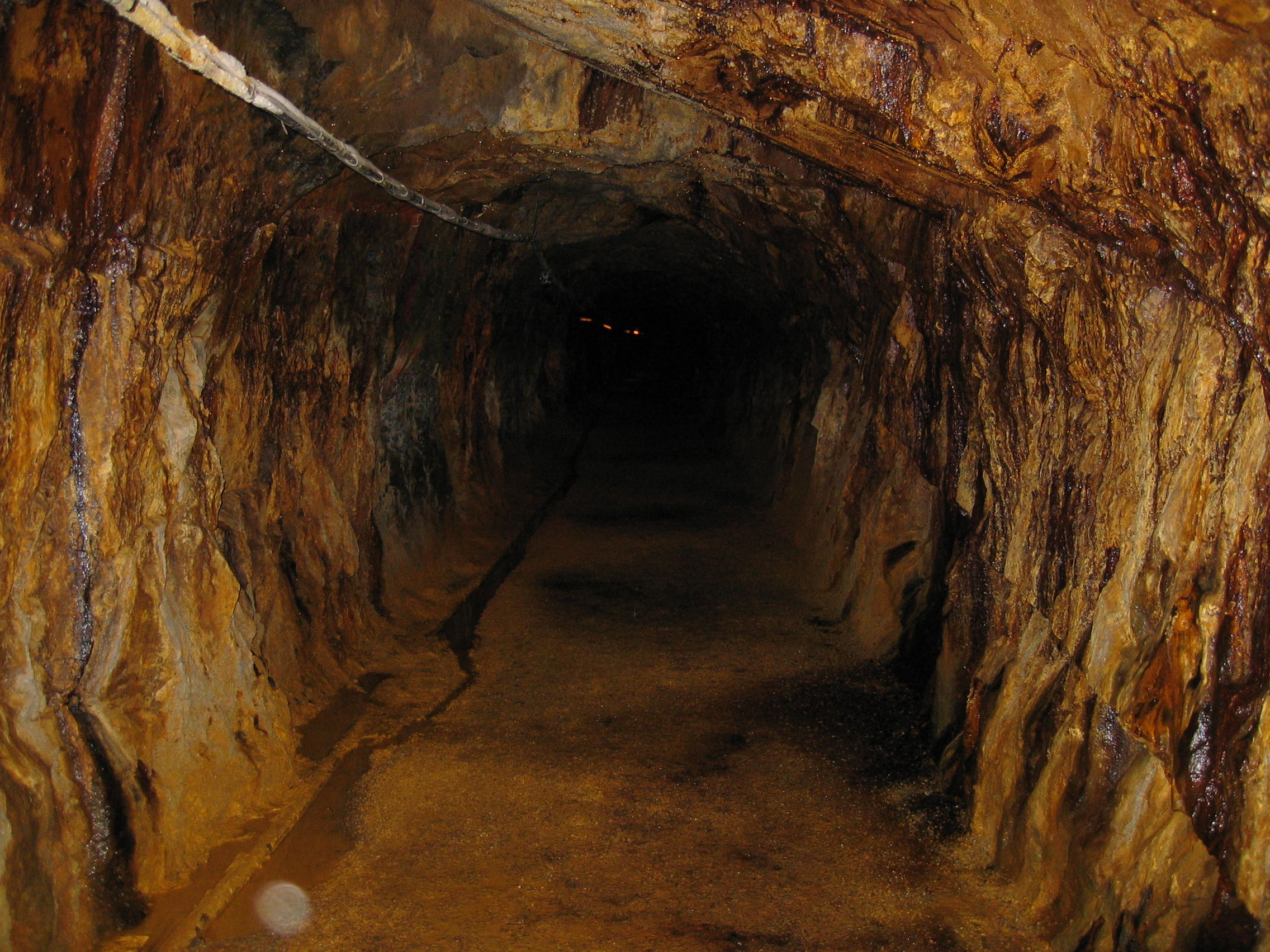
Ort.

## Se även

Flygfoto över Falu koppargruva från omkring 1960.